# Jørgen Bo

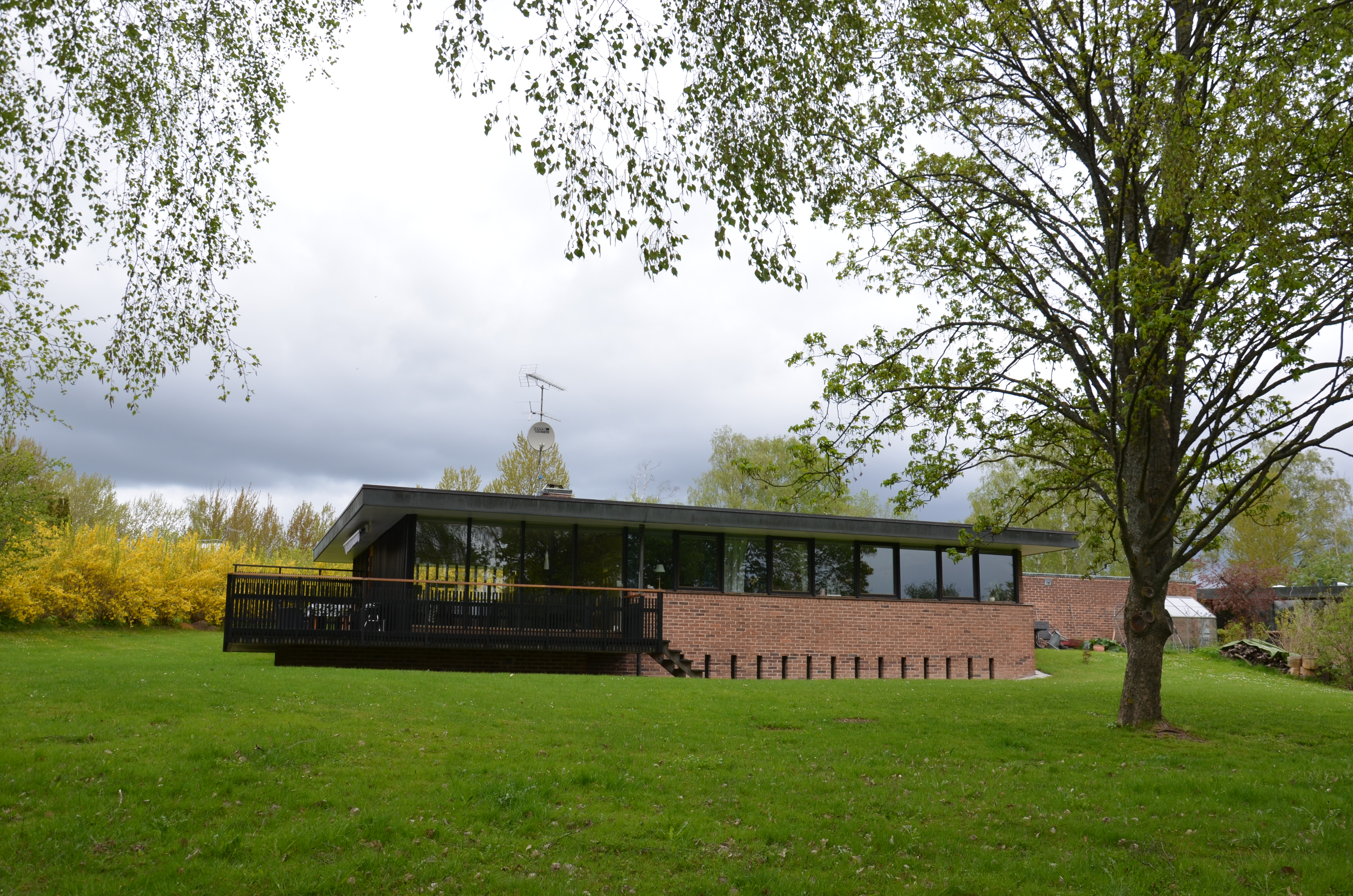
Nordengatan 7 i Norrköping

Jørgen Bo, född 8 april 1919, död 1999, var en dansk arkitekt. 
Jørgen Bo utbildade sig på Kunstakademiets Arkitektskole i Köpenhamn. Han arbetade därefter 1947-57 tillsammans med arkitekten Knud Hallberg och hade sedan ett arkitektkontor tillsammans med Vilhelm Wohlert. Deras främsta verk var konstmuseet Louisiana i Humlebæk, som uppfördes i etapper 1958-91. Jørgen Bo var professor på Kunstakademiets Arkitektskole 1960-89.
Hans arkitektur innehåller en glidande linje mellan innerum och uterum och en stark betoning på horisontella linjer. Han fick Eckersbergmedaljen 1959 och C.F. Hansen-medaljen 1983.

## Verk i urval
- enfamiljshusområdet Piniehøj i Rungsted, 1962
- Nordengatan 5 och 7 i Norrköping, hus till Norrköpingsutställningen NU64, 1964 (tillsammans med Vilhelm Wohlert)
- Danmarks ambassad i Brasília, 1974
- konstmuseet i Bochum i Tyskland, 1983

## Fotogalleri

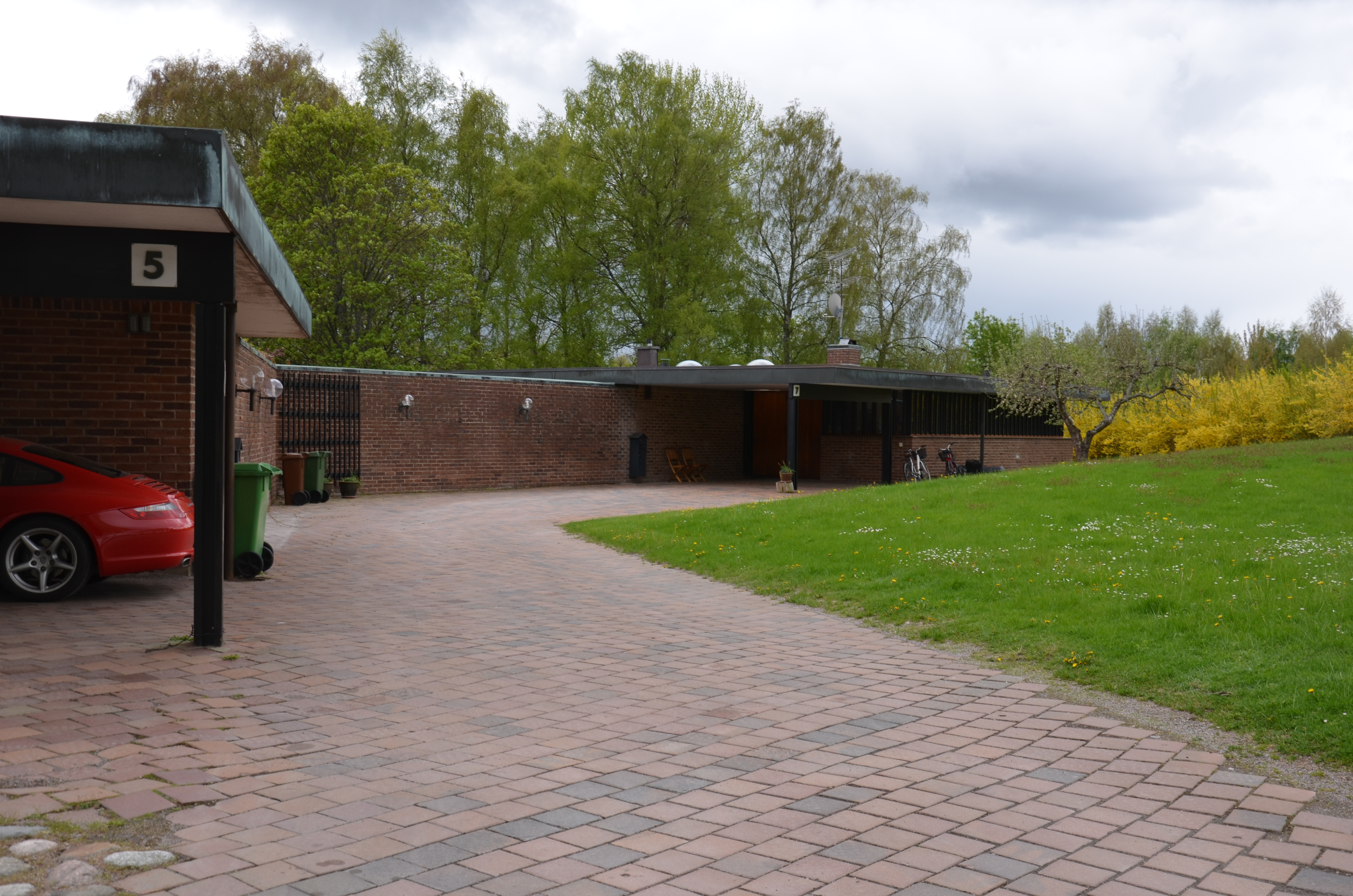
Nordengatan 5 och 7 i Norrköping från entrésidan
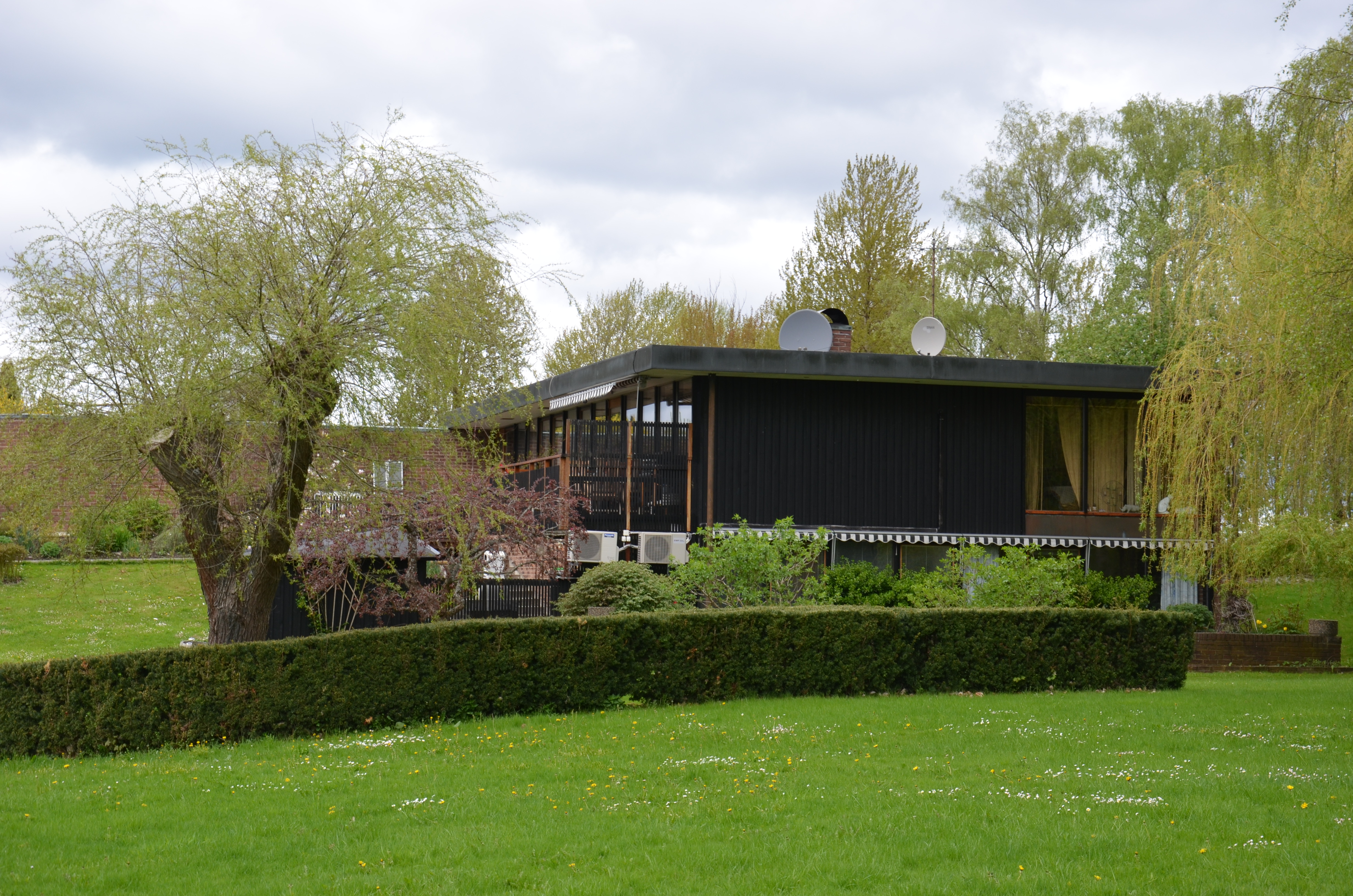
Nordengatan 5 i Norrköping från öster
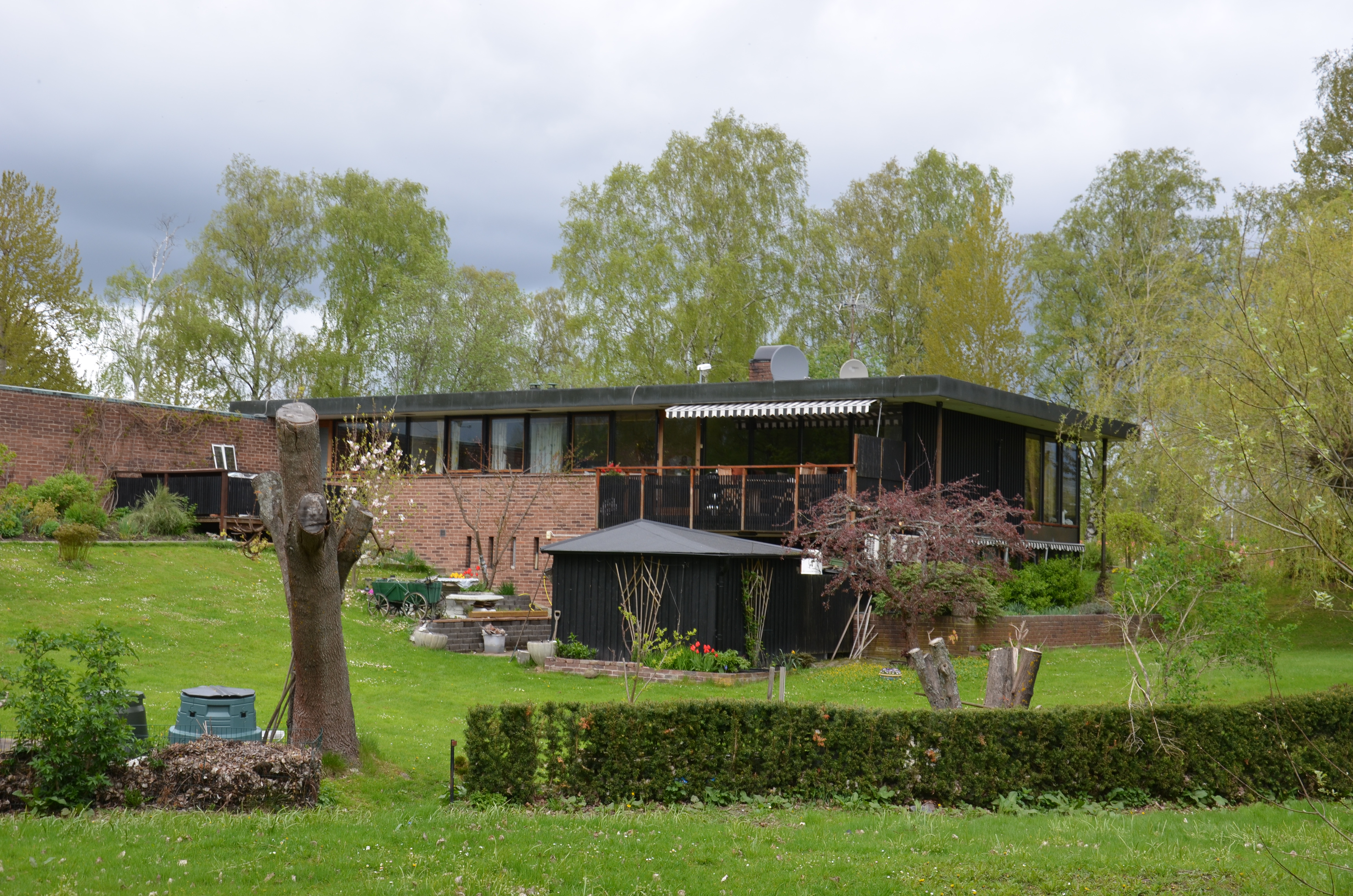
Nordengatan 5 i Norrköping från trädgårdssidan
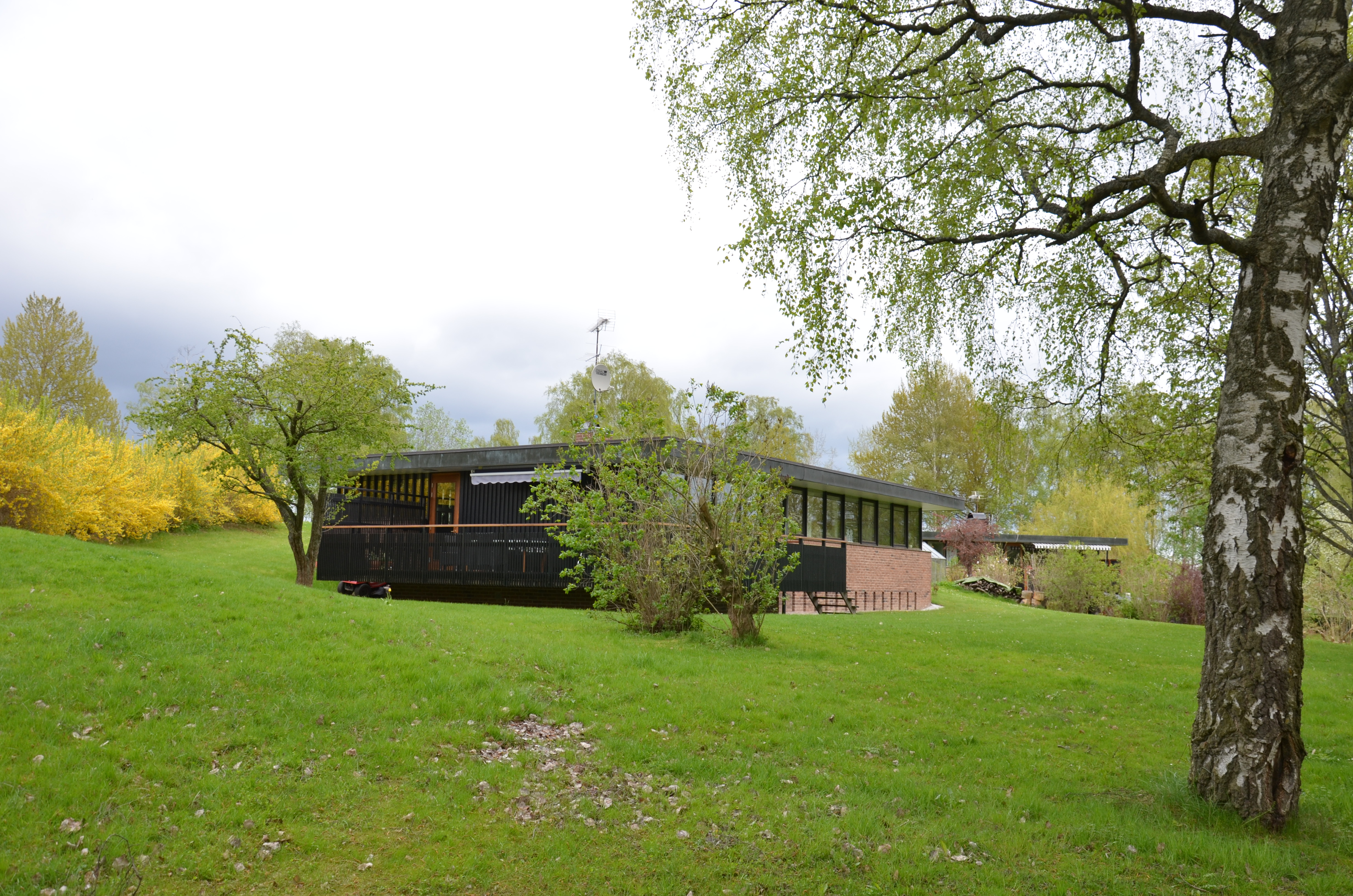
Nordengatan 7 i Norrköping från trädgårdssidan